# St. Maternus (Avolsheim)

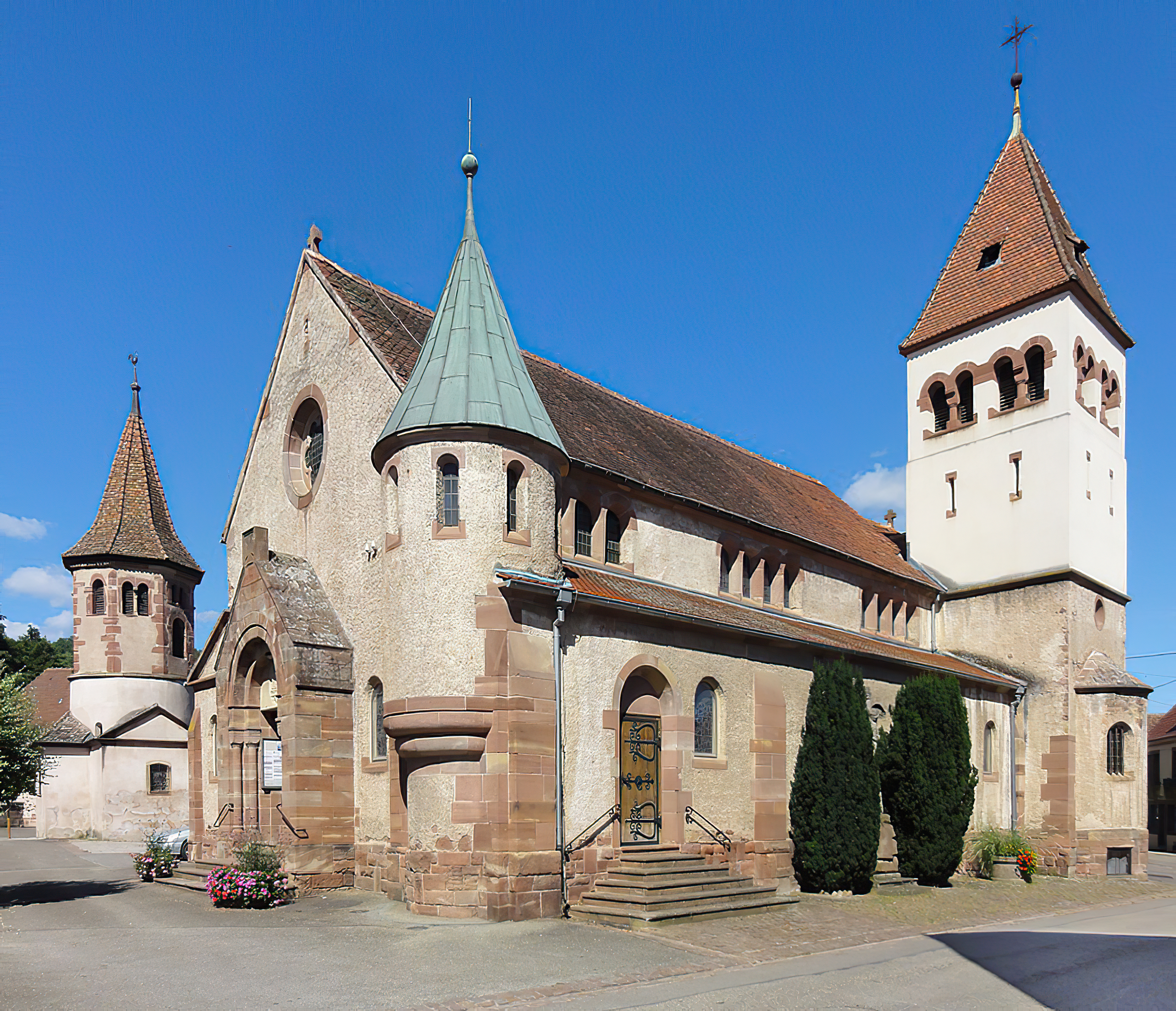
Avolsheim, St. Maternus, im Hintergrund: St. Ulrich

St. Maternus (Saint-Materne) ist die römisch-katholische Pfarrkirche von Avolsheim im Elsass in Frankreich.

## Vorgeschichte
Die ursprüngliche Pfarrkirche von Avolsheim war Dompeter, eine Kirche mit tief ins Mittelalter reichender Geschichte, die aber nach späteren Verschiebungen der Siedlungsschwerpunkte 500 m südlich des Ortsrandes lag. Dieser Nachteil wurde im 18. Jahrhundert zunächst dadurch behoben, dass an die im Dorf gelegene Kapelle St. Ulrich ein Kirchenschiff angebaut wurde. Auch das genügte den Anforderungen am Anfang des 20. Jahrhunderts nicht mehr.

## Gebäude
So wurde 1907 bis 1911 von dem Architekten Johann Knauth, der auch für das Straßburger Münster verantwortlich war, die heutige Pfarrkirche in neuromanischem Stil erbaut. Die dreischiffige Basilika hat einen tonnengewölbten Chor. Im unteren Geschoss des seitlich angebauten Glockenturms befindet sich die Sakristei. Der kleine Rundturm an der Ecke der Westfassade enthält die Treppe zur Empore. Die Weihe der Kirche fand erst 1936 statt.

## Glocken
Der Glockenturm ist mit drei Kirchenglocken aus Bronze ausgestattet, die für Dompeter gegossen und nach Fertigstellung der Maternuskirche dorthin überführt wurden, zwei Glocken von 1750 und 1753 und eine  von 1788.
2012 wurden zur Feier des 100-jährigen Jubiläums des Kirchenbaus zwei neue Glocken geweiht: Eine zu Ehren des Heiligen Maternus, des Schutzpatrons der Pfarrei, und der Heiligen Teresia Benedicta a Cruce (Edith Stein), Schutzpatronin des Pfarrverbands, die andere zu Ehren des Heiligen Petrus Schutzpatron der alten Pfarrkirche Dompeter und seiner (legendären) Tochter, der Heiligen Petronilla, die dort ebenfalls verehrt wird. 

## Orgel
Als die Kirche fertiggestellt war, erhielt sie die Orgel aus der Werkstatt von Joseph Stiehr, die 1867 in Dompeter installiert worden war und nun in die neue Pfarrkirche umgesetzt wurde. Das Instrument wurde 2007 von Orgelbau Koenig restauriert und hat heute 10 Register auf einem Manual und drei Register im Pedal.